# Артеменко Надія Михайлівна
Наді́я Миха́йлівна Арте́менко (нар. 3 лютого 1964, с. Грузьке Конотопський район Сумська область) — український політик, Березівський сільський голова Березівської сільської об'єднаної територіальної громади (з 16 грудня 2015 року) — першої громади в Сумській області, голова Глухівської районної державної адміністрації (2015 р.)

## Освіта
Має вищу освіту — у 1985 році закінчила Сумський філіал Харківського сільськогосподарського інституту за спеціальністю «бухгалтерський облік і аналіз господарської діяльності в сільському господарстві», кваліфікація — економіст з бухгалтерського обліку;
В 2000 р. — Київський національний економічний університет за спеціальністю «Державне управління. Економіка», кваліфікація — магістр.

## Трудова діяльність

### Бухгалтер
Свій трудовий шлях розпочала у вересні 1985 року бухгалтером Глухівського комбікормового заводу Сумської області. З серпня 1988 по лютий 1989 року — працювала заступником головного бухгалтера Глухівського плодоовочевого, консервного заводу Сумської облспоживспілки.

### Науковець
У лютому 1989 року змінила свій профіль роботи на науковий. Чотири роки (по травень 1993 року) Н. Артеменко працювала науковим співробітником Інституту луб'яних культур Української академії аграрних наук у місті Глухові на Сумщині.

### Фінансист
У травні 1993 року відбулась чергова зміна профілю діяльності: посада — заступник завідувача — начальник бюджетного відділу Фінансового відділу виконавчого комітету Глухівської міської Ради народних депутатів.
А потім 17 років очолювала казначейську службу в Глухові. Змінювались лише назви організацій:
- начальник Відділення Державного казначейства у місті Глухів Сумської області (лютий 1996 — червень 2001 років).
- начальник Глухівського відділення Державного казначейства Сумської області (червень 2001 — вересень 2006 років).
- начальник Глухівського управління Державного казначейства Головного управління Державного казначейства України у Сумській області (вересень 2006 — грудень 2011 років).
- начальник Глухівського управління Державної казначейської служби України Сумської області (грудень 2011 — березень 2013 рр.).

### Державна служба
У березні 2013 року — була призначена заступником голови Глухівської районної державної адміністрації. Деякий час у листопаді 2014 — лютому 2015 років тимчасово виконувала обов'язки голови.
Через два роки, у лютому 2015 року була призначена на посаду голови Глухівської районної державної адміністрації. У грудні 2015 року була звільнена з цієї посади.

### Березівська громада
25 жовтня 2015 року на перших виборах Н. Артеменко була обрана Березівським сільським головою Березівської сільської об'єднаної територіальної громади.
А 16 грудня 2015 року на першій сесії Березівської сільської ради обрана керівником першої в Сумській області об'єднаної територіальної громади.

### Партійність
Н. Артменко — член партії «Європейська Солідарність». Була висунута на посаду голови саме цією партією.

## Нагороди
- Орден «За заслуги» III ступеню (7 грудня 2016 року) за вагомий особистий внесок у державне будівництво, розвиток місцевого самоврядування, багаторічну сумлінну працю і високий професіоналізм[6].

## Сім'я
- Чоловік: Артеменко Сергій Васильович (нар. 1961) — начальник архівного відділу Глухівської міської ради;
- Син: Артеменко Олександр Сергійович (нар. 1987) — начальник відділу грошового обігу та касових операцій Сумського обласного управління АТ «Ощадбанк».